# Экспресс-АМУ3
Экспресс-АМУ3 — российский спутник связи серии «Экспресс», предназначенный для работы на геостационарной орбите в составе спутниковой группировки ФГУП «Космическая связь» (ГПКС). Орбитальная позиция — 103° в. д.. Оснащен транспондерами диапазонов C, Ku и L.
«Экспресс-АМУ3» создан в ИСС им. Решетнёва на базе платформы «Экспресс-1000Н» по заказу российского оператора спутниковой связи ФГУП «Космическая связь» для пополнения его орбитальной группировки. Полезная нагрузка — производства Thales Alenia Space.

## Запуск и выведение
Первоначально запуск «Экспресс-АМУ3» совместно с однотипным и одновременно построенным «Экспресс-АМУ7» планировался на 2020 год, впоследствии был перенесён на ноябрь 2021 года. Из-за обнаруженой на производстве проблемы в одном из аппаратов запуск был отложен до декабря 2021 года. Спутники были доставлены на космодром «Байконур» 18 октября 2021 года, начата их предстартовая подготовка. Запуск ракетой-носителем «Протон-М» с разгонных блоком «Бриз-М» был назначен на 6 декабря 2021 года, но из-за выявленной неисправности в разгонном блоке был отложен до 12 декабря. 9 декабря 2021 года было объявлено о ещё одном замечании, выявленном на разгонном блоке и переносе пуска на резервную дату.
13 декабря 2021 состоялся запуск ракеты-носителя «Протон-М», которая вывела на околоземную орбиту космическую головную часть в составе разгонного блока «Бриз-М» с аппаратами «Экспресс-АМУ3» и «Экспресс-АМУ7».
Через 18 часов и 7 минут разгонный блок вывел спутники на целевую геоперереходную суперсинхронную орбиту и произошло их отделение. В 08:57 мск первым от разгонного блока «Бриз-М» отделился спутник «Экспресс-АМУ7», спустя 17 минут отделился спутник «Экспресс-АМУ3». Согласно официальным сообщениям, отделение произошло на целевой орбите, с перигеем 18 714 км и апогеем 52 872 км для «Экспресс-АМУ7» и перигеем 18 692 км и апогеем 52 871 км для «Экспресс-АМУ3». 19 декабря журналист Анатолий Зак на основе анализа орбитальных данных пришёл к выводу, что спутники выведены на орбиту, отличающуюся от целевой, вероятно из-за нерасчетной работы разгонного блока «Бриз-М». Отличие орбит аппаратов от расчётных может привести к тому, что процедура их довыведения в рабочие точки на геостационарной орбите займёт больше времени, как это было при выведении «Экспресс-АМ6».
Дальнейшее выведение «Экспресс-АМУ3» и «Экспресс-АМУ7» производилось по схеме, аналогичной использованной ранее для выведения аппаратов «Экспресс-80» и «Экспресс-103», с помощью собственных электрореактивных двигателей. После отделения от разгонного блока спутники должны перейти в свои точки стояния на геостационарной орбите, где пройдут лётные испытания перед вводом в эксплуатацию. Планируемый срок довыведения «Экспресс-АМУ3» на ГСО с одновременным приведением в рабочую точку 103° в.д — не более 59 суток от момента отделения от разгонного блока. Гарантированный срок службы космических аппаратов 15 лет.
2 апреля 2022 года Роскосмос сообщил об успешном выведении «Экспресс-АМУ3» в рабочую позицию 103° в.д и начале лётных испытаний полезной нагрузки аппарата. Проверки служебных систем спутника были проведены в процессе довыведения в рабочую точку.
4 мая 2022 года спутники «Экспресс-АМУ3» и «Экспресс-АМУ7» введены в эксплуатацию.

## Полезная нагрузка и зоны покрытия
Полезная нагрузка «Экспресс-АМУ3» предоставляет следующие возможности:
- В C-диапазоне — 7 активных линеаризованных транспондеров и 1 радиомаяк на фиксированной частоте. Зона покрытия в С-диапазоне разбита на две части, одна включает всю видимую с точки стояния спутника территорию РФ (кроме Северо-Запада и Чукотки), другая — территорию Казахстана.
- В Ku-диапазоне аппарат имеет перестраиваемую архитектуру: 
— В 1-й конфигурации работают 8 транспондеров, обслуживающих две зоны покрытия, аналогичных C-диапазону, и включающих территорию РФ, кроме северо-западной части и Чукотки, и территорию Казахстана. 
— Во 2-й конфигурации работает многолучевая антенна, формирующая пять узких зон покрытия, суммарно покрывающих те же территории — на запад европейской части РФ (кроме Северо-Запада) и запад Казахстана, на Поволжье, Урал, Зауралье и Восточный Казахстан, на Западную Сибирь, на Восточную Сибирь и на Дальний Восток (кроме Чукотки). В многолучевой конфигурации работают 22 транспондера Ku-диапазона.
Также в состав нагрузки Ku-диапазона входит 1 радиомаяк на фиксированной частоте.
- в L-диапазоне — 2 активных транспондера работают на глобальную зону покрытия, включающую всю видимую с точки стояния спутника часть Земли.